# Mount Wright
Mount Wright är ett berg i Antarktis. Det ligger i Östantarktis. Nya Zeeland gör anspråk på området. Toppen på Mount Wright är 1 823 meter över havet, eller 196 meter över den omgivande terrängen. Bredden vid basen är 2,6 km.
Terrängen runt Mount Wright är kuperad åt sydväst, men åt nordost är den bergig. Trakten är obefolkad. Det finns inga samhällen i närheten.